# John Cortes
John Emmanuel Cortes, MBE, es un ecologista, zoólogo, juez de paz y diputado gibraltareño, miembro del Partido Laborista Socialista de Gibraltar. Está casado y tiene dos hijos.

## Biografía
Cortes fundó la Unión de Estudiantes de Gibraltar. En 1976, se convirtió en el primer secretario general de la Gibraltar Ornithological & Natural History Society (GONHS), y desde 1991, Director del Jardín Botánico de Gibraltar, cargos que desempeñó hasta 2011.
Entre 1983 y 1991, fue también un funcionario público, habiendo llegado al cargo de director general de la Autoridad Sanitaria de Gibraltar.
También fue un magistrado durante 17 años, y se eligió presidente de la Asociación de Magistrados de Gibraltar en 2009.
En diciembre de 2011, con su elección al Parlamento de Gibraltar, dimitió de todos sus otros cargos públicos, y fue designado ministro de Salud y Medio Ambiente por el ministro jefe Fabian Picardo.
En diciembre de 2014, después de la remodelación del Gobierno de Gibraltar realizada por su Ministro Principal, Fabián Picardo, John Cortés pasó a reunir en su cartera las áreas de Sanidad, Medio Ambiente, Energía y Cambio ClimáticoInfoGibraltar: El Ministro Principal de Gibraltar renueva su gabinete

## Vida académica
Cortes se graduó en Ecología en Londres, y recibió su Ph.D. de la Universidad de Oxford, en 1983.